# Kiangan
Kiangan ist eine philippinische Stadtgemeinde in der Provinz Ifugao. Sie hat 17.048 Einwohner (Zensus 1. August 2015).
In Kiangang ergab sich der Oberbefehlshaber der japanischen Truppen auf den Philippinen, General Yamashita Tomoyuki, am 2. September 1945 den amerikanisch-philippinischen Streitkräften.

## Baranggays
Kiangan ist politisch in 14 Baranggays unterteilt.
- Ambabag
- Baguinge
- Bolog
- Bokiawan
- Dalligan
- Duit
- Hucab
- Julongan
- Lingay
- Mungayang
- Nagacadan
- Pindongan
- Poblacion
- Tuplac